# Ravter
Ravter je priimek v Sloveniji in tujini. Po podatkih Statističnega urada Republike Slovenije je na dan 1. januarja 2024 v Slovenjiji uporabljalo ta priimek 21 oseb.

## Znani slovenski nosilci priimka
- Staš Ravter, dramaturg in kulturni funkcionar
- Boštjan Ravter (*1976), kickboxer in podjetnik
- Suzana M. Ravter, zdravnica
- Nada Ravter, novinarka